# Velika Raven
Velika Raven je naselje u slovenskoj Općini Vojniku. Velika Raven se nalazi u pokrajini Štajerskoj i statističkoj regiji Savinjskoj. 

## Stanovništvo
Prema popisu stanovništva iz 2002. godine naselje je imalo 29 stanovnika.